# Segamat
Segamat – miasto w Malezji w stanie Johor. W 2000 roku liczyło 56 448 mieszkańców.